# Clarissa van Noordwijk
Clarissa van Noordwijk (ca. 1200 - 1274), in bronnen aangeduid als Clara van Nordeke, ook wel Clara van Noordwijk genaamd, was van 1257 tot 1274 abdis van de abdij van Rijnsburg. Zij was de opvolgster van abdis Ada van Holland (ca. 1239-1257), dochter van graaf Willem I van Holland. Ze werd na haar dood in 1274 opgevolgd door Aleid.

## Afkomst
Clara van Noordwijk, die de kloosternaam Clarissa had aangenomen, was een dochter van Willem van Noordwijk, eigenlijk Noordwijkerhout. Zijn vader Hugo van Noordwijk had zijn bezit tussen Noordwijk en Noordwijkerhout verdeeld, maar Willem en zijn kinderen hebben de naam van Noordwijk aangehouden.Ook haar broer Albert trad op als Heer van Noordwijk, maar wij kennen hem beter als Heer van Beverwijk en vader van Gerard van Velsen, in 1296 moordenaar van graaf Floris V. Dat Clara van Noordwijk abdis werd van het nonnenklooster in Rijnsburg, na Egmond de laatste rustplaats van de graven van Holland, is een aanwijzing, dat er een vertrouwensband bestond tussen de Heren van Noordwijk en het graafschap van Holland. Het benedictinessenklooster in Rijnsburg was gesticht door Petronilla van Lotharingen, weduwe van Floris II (Floris de Vette) en volgde de regel van Cluny. Volgens de Orde van St. Benedictus (OSB) moesten abten en abdissen de leeftijd van 60 jaar hebben bereikt om als zodanig verkozen te worden. Clara van Noordwijk zou dan ca. 1200 zijn geboren. Zij trad eerst in het klooster na het overlijden van haar echtgenoot ridder Walewijn van Alkemade, bewoner van het Huis te Zassenem (Sassenheim). De Egmondse abt Nicolaas van Sassenheim (ca. 1200-1269, abt 1263-1269) was haar zwager. Ook de Heren van Alkemade behoorden tot de vertrouwelingen van het graafschap van Holland. Haar zoon Arend van Sassenheim was pastoor (OSB) te Haarlem van de Grote of Sint-Bavokerk (voorheen Mariakerk) in die stad. De graven van Holland hadden hier een jachtslot staan, welk zij later permanent gingen
bewonen. De eerste graaf die hier daadwerkelijk woonde was graaf Willem II van Holland, de latere rooms-koning die aan Haarlem op 23 november 1245 het stadsrecht verleende. De eerste vermelding van de Sint-Bavokerk treffen we ook in dat jaar aan. Uit het voorgaande wordt duidelijk, dat de twee belangrijkste kloosters (Rijnsburg en Egmond) en de belangrijkste kerk (Sint-Bavo) van het graafschap Holland in die tijd door familiebanden werden bestuurd en dat er sprake moet zijn geweest van nepotisme. Het klooster van Rijnsburg beschikte bovendien over veel landerijen en goederen in het zuiden van Zuid-Holland, zodat ze ook daar hun invloed konden doen gelden.

## Abdij van Leeuwenhorst
In 1261 stichtte abdis Clarissa de cisterciënzer vrouwenabdij van Leeuwenhorst in Noordwijkerhout. Ook deze abdij volgde de regel van Cluny. Hierover gaan twee oorkonden uit 1261 en 1263, waarin Albert van Velsen als Heer van Noordwijk optreedt. In de oorkonde van 1261 wordt expliciet gemeld, dat de goederen voorlopig ter hand worden gesteld van vrouwe Clarissa, abdis van Rijnsburg. In haar overlijdensjaar 1274 – vermoedelijk ter nagedachtenis – volgt nog een schenking van haar zoons Arend, pastoor te Haarlem, en Walewijn, met instemming van beide andere broers Dirk en Floris.